# Pierre Dumalle
Pierre Dumalle, né le 15 octobre 1846 à Givors et décédé le 18 décembre 1904 à Caen, est un homme politique français. Militaire de carrière, il est par la suite maire de Caen du 15 mai 1904 jusqu'à sa mort subite 18 décembre 1904.

## Biographie
Pierre Louis Amédée Dumalle est né le 15 octobre 1846 à Givors,. Il est le fils de Louis Dumalle, médecin, et Abéline Camille Élodie Gouät de Grandpré. Il fait ses études à Lyon. Il entre dans l'armée en 1867 comme chasseur d'Afrique et y fait carrière jusqu'au grade de sous-lieutenant. En 1874, il rejoint le 10e régiment de hussards où il est nommé lieutenant l'année suivante. Il est nommé capitaine au 10e régiment de chasseurs en 1881. Il est nommé au dépôt de remonte de Caen en 1886 puis commandant de celui de Saint-Lô en 1892. Il dirige ensuite le haras national de Saint-Lô. Il est nommé en 1899 lieutenant-colonel au 3e régiment de dragons à Nantes et prend sa retraite en 1902,.
Il fixe alors sa résidence à Caen. Après la démission de René Perrotte et de son conseil municipal, il est élu conseiller municipal de Caen 1er mai 1904 sur une liste soutenue par la Ligue de la patrie française. Il profite de la désunion des Républicains qui présentent deux listes (une liste de sortants et une liste radicale). Il est choisi comme maire de Caen le 15 mai 1904. Durant la politique anti-cléricale d'Émile Combes, il est obligé de faire protéger une procession en juin 1904 par un régiment. 
Quelques mois plus tard, il décède subitement le 18 décembre 1904 à son domicile au no 1 bis rue Leroy. Les funérailles sont faites aux frais de la ville. Son corps est déposé à l'hôtel de ville (dans l'ancien séminaire des Eudistes) pour recevoir les éloges funèbres. Le 22 décembre, le cortège funèbre se rend à l'église Saint-Étienne pour la cérémonie religieuse, puis, en passant par le centre-ville, au cimetière Nord-Est où a lieu l'inhumation. Ces obsèques publiques sont reprochées par la presse locale. Le Journal de Caen, quotidien républicain, y voit une « manifestation nationaliste organisée à même la proche du contribuable par une municipalité avide de réclame », Le Bonhomme normand juge que « cette mise en scène, quelque peu théâtrale, n'était pas nécessaire ». Le Réveil normand reproche qu'au lendemain de ces funérailles, le premier adjoint ait fait placarder sur les murs de la ville une affiche remerciant les habitants de Caen d'y avoir assisté et « d'avoir voulu dans ces douloureuses circonstances, donner [à la municipalité] une nouvelle preuve de [leur] confiance ».

## Distinctions
- Chevalier de la Légion d'honneur (29 décembre 1887)[1]
- Chevalier de l'ordre du Mérite agricole (22 juillet 1891)[1]
- Médaille coloniale, agrafe Algérie (26 juillet 1893)[1]
- Officier de l'ordre du Mérite agricole (25 juillet 1898)[1]
- Officier de la Légion d'honneur (9 juillet 1902)[1]